# Modestia Aparte y amigos
Modestia Aparte y amigos es un álbum tributo al grupo Modestia Aparte perteneciente a la compañía discográfica Records Caes, editado en el año 2005 y compuesto por dieciséis canciones.

## Lista de canciones
| N.º | Título                                                         | Duración |  |
| 1.  | «Cosas de la edad»                                             |          |  |
| 2.  | «Pasión (con Dylan Ferro de Taxi)»                             |          |  |
| 3.  | «Ojos de hielo (con La Musicalité)»                            |          |  |
| 4.  | «Playas de Mazarrón (con Jaula de Grillos)»                    |          |  |
| 5.  | «Trapos sucios, platos rotos y algunas fotos (con Despistaos)» |          |  |
| 6.  | «Dime que me quieres (con Lydia)»                              |          |  |
| 7.  | «Esto debe ser amor (con La Guardia)»                          |          |  |
| 8.  | «Locura (con Nada Que Perder)»                                 |          |  |
| 9.  | «Ella todo lo hace bien (con Los Limones)»                     |          |  |
| 10. | «Es tu turno (con No Se Lo Digas A Mamá)»                      |          |  |
| 11. | «Es por tu amor (con Iguana Tango)»                            |          |  |
| 12. | «Mi generación (con Lengua Secreta)»                           |          |  |
| 13. | «Las cartas (con Los Cocodrilos)»                              |          |  |
| 14. | «Copas rotas (con Xucro)»                                      |          |  |
| 15. | «María (con Indras)»                                           |          |  |
| 16. | «Cómo te mueves (con Ismael Beiro)»                            |          |  |